# Pol Espargaró
Pol Espargaró Villà (Granollers, 10 giugno 1991) è un pilota motociclistico spagnolo, vincitore del campionato del mondo della Moto2 nel 2013.

## Carriera
Ha un fratello maggiore, Aleix, anche lui motociclista professionista.

### Gli inizi
Inizia la sua carriera da pilota professionista nel campionato spagnolo, che vince nel 2006. Nello stesso anno avviene il debutto nel motomondiale al Gran Premio motociclistico di Catalogna, al circuito di Montmeló, in qualità di wildcard a bordo di una Derbi RS 125 R quando aveva appena compiuto 15 anni (età limite per correre). Corre da pilota sostitutivo gli ultimi sei Gran Premi con il team Campetella Racing Junior e si fa notare anche nell'ultima gara disputata a Valencia in cui ottenne un 6º posto. Ottiene in tutto 19 punti.

### Classe 125
Nel 2007 viene confermato dal team Belson Campetella Racing quale pilota titolare, facendosi notare soprattutto in Portogallo, in cui giunge terzo. Termina la stagione al nono posto con 110 punti Nel 2008 passa al team Belson Derbi con compagno di squadra Joan Olivé. Ottiene due secondi posti (Catalogna e Indianapolis), un terzo posto in Italia, due pole position (Catalogna e Indianapolis) e termina la stagione al nono posto con 124 punti. In questa stagione è costretto a saltare i GP di Gran Bretagna e Olanda per la frattura della clavicola sinistra rimediata durante le prove libere del GP di Gran Bretagna. Nel 2009 rimane nel team Derbi Racing, avendo come compagni di squadra Olivé e Efrén Vázquez. Ottiene le sue prime vittorie (Indianapolis e Portogallo), tre terzi posti (Giappone, Malesia e Comunità Valenciana) e una pole position in Australia e termina la stagione al 4º posto con 174,5 punti. 

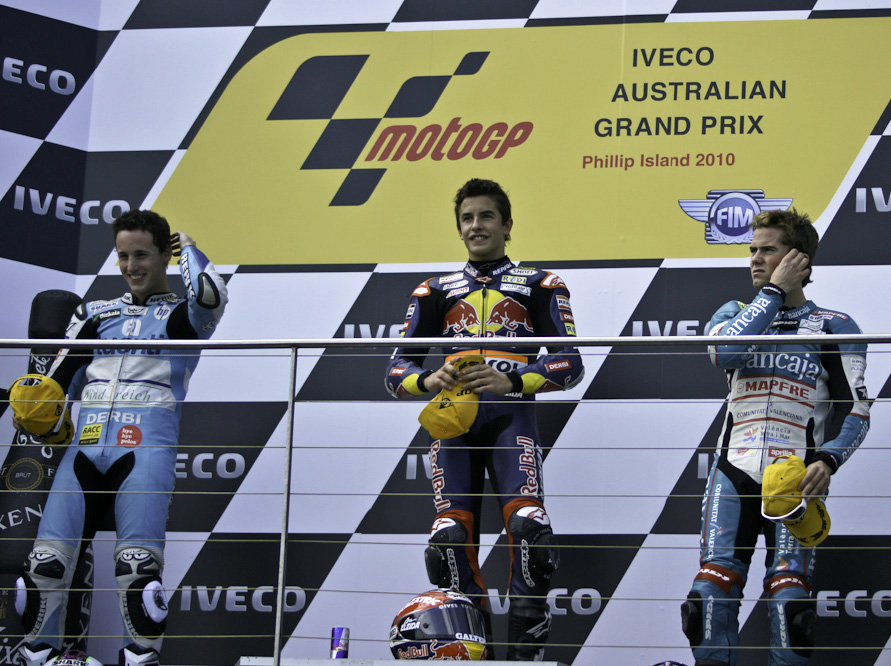
Da sinistra: Pol Espargaró, Marc Márquez e Nico Terol sul podio del GP d'Australia 2010 in classe 125.

Nel 2010 corre ancora per il team Derbi Tuenti Racing, avendo come compagno di squadra il solo Vázquez. Ottiene tre vittorie (Spagna, Francia e Aragona), cinque secondi posti (Gran Bretagna, Repubblica Ceca, Malesia, Australia e Comunità Valenciana) e tre terzi posti (Italia, Paesi Bassi e Catalogna) e termina la stagione al 3º posto con 281 punti. 

### Moto2
Nel 2011 passa in Moto2 ingaggiato dal team HP Tuenti Speed Up con una FTR M211, ottenendo un secondo posto a Indianapolis e un terzo posto in Malesia e terminando la stagione al 13º posto con 75 punti. Nel 2012 passa alla guida di una Kalex Moto2 del team Pons 40 HP Tuenti, con compagni di squadra Esteve Rabat e Axel Pons. Giunge terzo in Qatar. Ottiene la sua prima vittoria nella classe in Spagna. In Portogallo giunge secondo. Vince in Gran Bretagna, giunge secondo in Italia e a Indianapolis e terzo in Repubblica Ceca dopo essere partito in tutte le occasioni dalla pole position. Nel Gran Premio di San Marino giunge secondo. Vince in Aragona. In Giappone giunge secondo dopo essere partito dalla pole position. Ottiene un'altra pole position in Malesia. Vince in Australia dopo essere partito dalla pole position. Ottiene un'altra pole position in Comunità Valenciana. Conclude la stagione al 2º posto con 269 punti.
Nel 2013 rimane nello stesso team, ottenendo sei vittorie (Qatar, Catalogna, Paesi Bassi, San Marino, Australia e Giappone), un secondo posto in Malesia, due terzi posti (Germania e Aragona) e sei pole position (Qatar, Catalogna, Paesi Bassi, San Marino, Australia e Comunità Valenciana) e laureandosi campione del mondo con 265 punti.

### MotoGP

#### 2014-16 Yamaha Tech3
Nel 2014 passa in MotoGP, alla guida della Yamaha YZR-M1 del team Tech 3; il compagno di squadra è Bradley Smith. Ottiene i suoi primi punti nella classe regina negli Stati Uniti. Ottiene come miglior risultato un quarto posto in Francia e termina la stagione al 6º posto con 136 punti risultando essere il miglior esordiente di stagione.

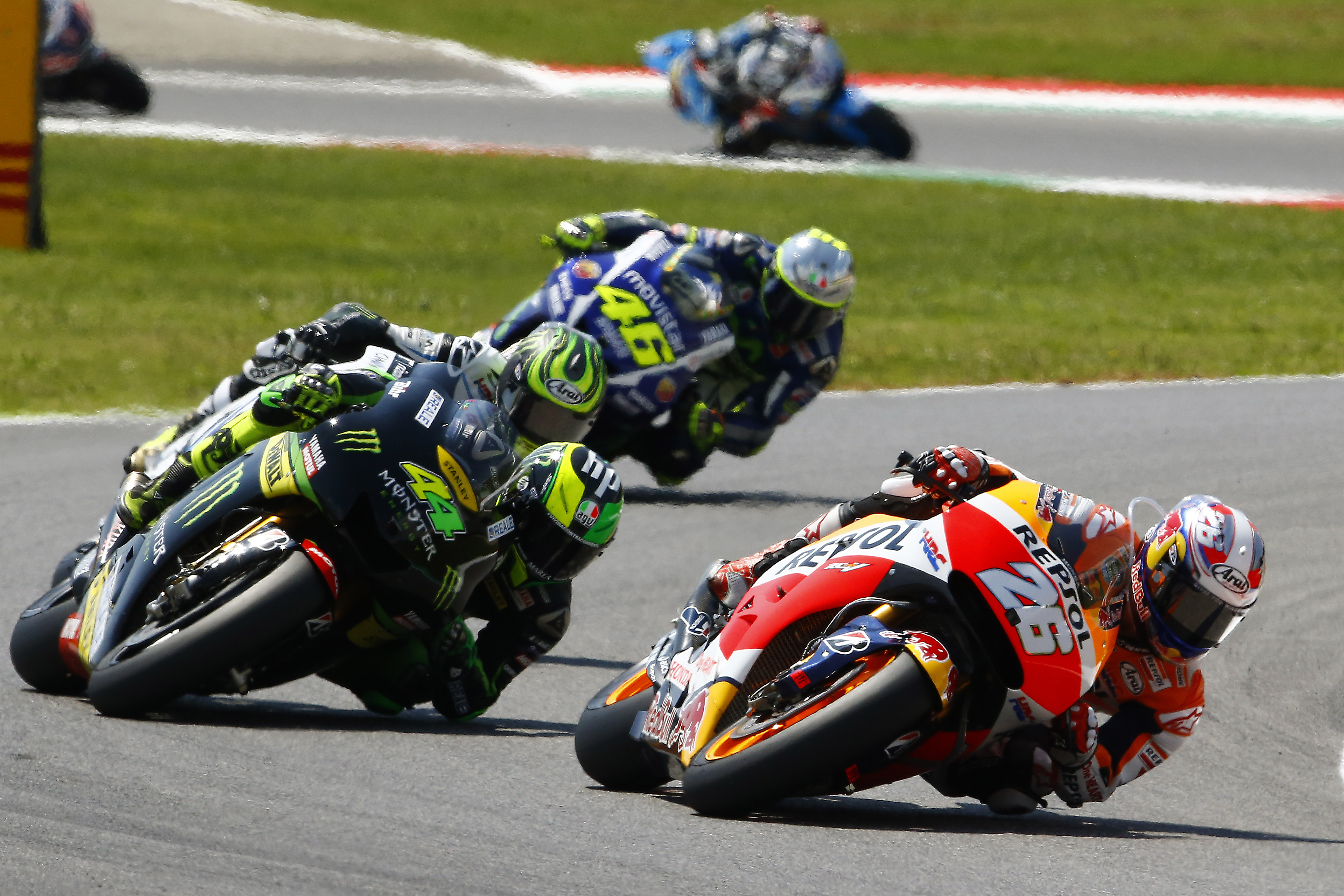
Pol Espargaró (44) nel GP d'Italia 2015.

Nel 2015 vince la 8 ore di Suzuka, alternandosi con Bradley Smith e Katsuyuki Nakasuga alla guida della Yamaha YZF-R1. Diventa così il secondo pilota spagnolo ad aggiudicarsi questa corsa, dopo Carlos Checa. Sempre nel 2015 partecipa al campionato mondiale di Moto GP, con lo stesso team, la stessa moto e lo stesso compagno di squadra della stagione precedente. Chiude la stagione al nono posto con 114 punti. Nel 2016 rimane nello stesso team, ottenendo come miglior risultato un quarto posto in Olanda e terminando la stagione all'8º posto con 134 punti. 

#### 2017-20 KTM Factory Racing
Per la stagione 2017 lascia il team Tech 3 per accasarsi alla squadra ufficiale KTM, dove ritrova il compagno di squadra delle stagioni precedenti, ossia il britannico Bradley Smith. Ottiene come miglior risultato un nono posto in Repubblica Ceca e termina la stagione al 17º posto con 55 punti. Nel 2018 rimane nello stesso team, ottenendo un terzo posto in Comunità Valenciana e terminando la stagione al 14º posto con 51 punti. In questa stagione è costretto a saltare i Gran Premi di Repubblica Ceca, Austria e Gran Bretagna per la frattura della clavicola sinistra rimediata nel warm up del GP della Repubblica Ceca e il Gran Premio d'Aragona per una nuova frattura dello stesso osso rimediata nelle prove libere del GP. In occasione del round inglese, il suo posto in squadra viene preso dal francese Loris Baz. Nel Gran Premio della Comunità Valenciana conquista il suo primo podio in MotoGP, un terzo posto. Chiude la stagione al quattordicesimo posto in classifica piloti. Nel 2019 rimane nello stesso team, con compagno di squadra Johann Zarco; ottiene come miglior risultato un sesto posto in Francia e termina la stagione all'undicesimo posto con 100 punti. In questa stagione è costretto a saltare il Gran Premio d'Aragona a causa della frattura del radio sinistro rimediata nelle qualifiche del GP.

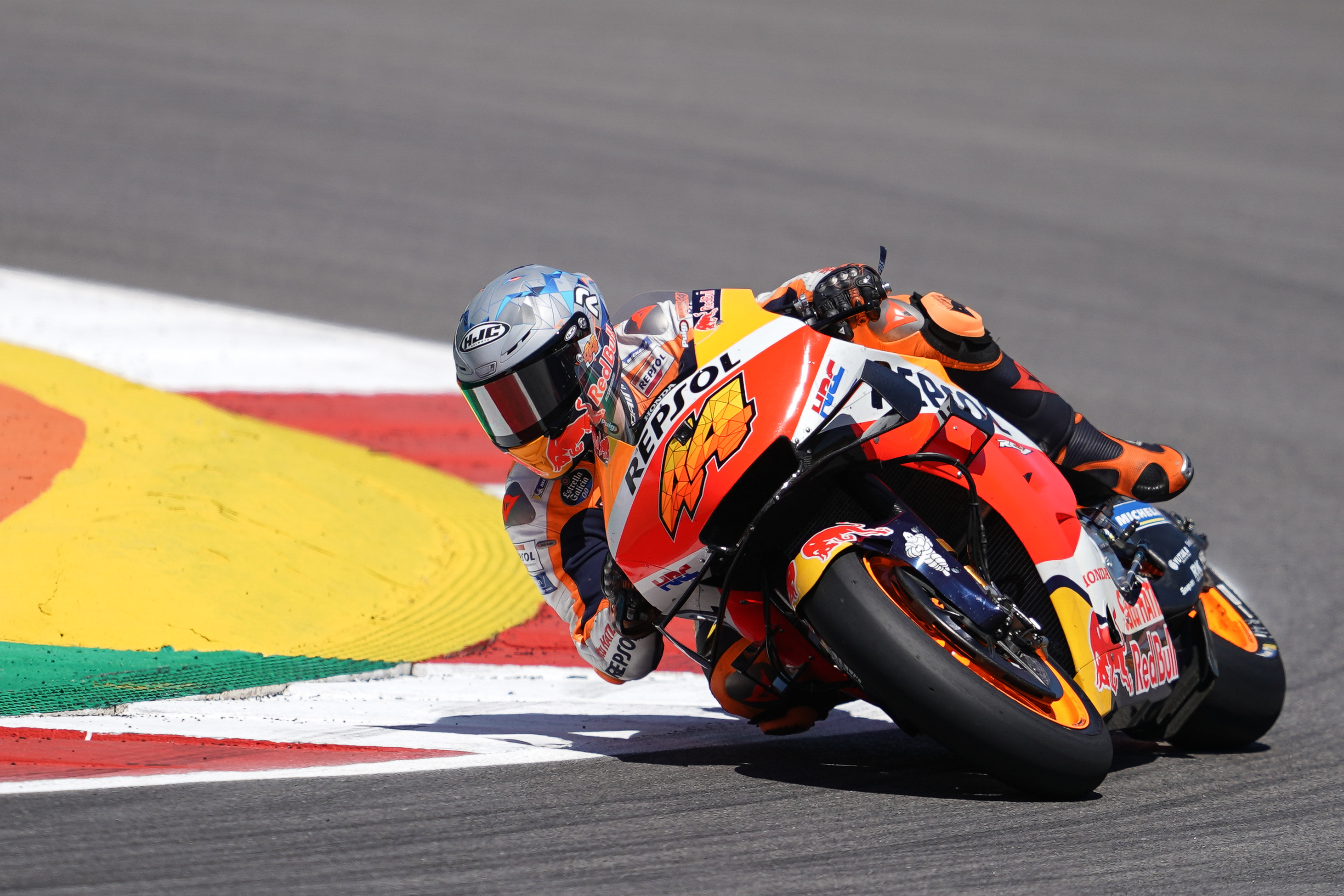
Pol Espargaró con la Honda RC213V nel 2021.

Nel 2020 rimane nello stesso team, con compagno di squadra Brad Binder. Ottiene pole position, la prima in carriera in MotoGP e terzo posto nel Gran Premio di Stiria, dopo un contatto con Miller all'ultima curva che gli ha fatto perdere la prima posizione. Giunge terzo nel Gran Premio dell'Emilia Romagna, in Francia, nel Gran Premio d'Europa (dove è partito nuovamente dalla pole) e in Comunità Valenciana. Chiude la stagione al quinto posto con 135 punti.

#### 2021-22 Honda HRC
Nel 2021 corre con il team ufficiale Honda, con compagno di squadra Marc Márquez. Ottiene un secondo posto in Emilia Romagna e una pole position in Gran Bretagna e chiude la stagione al dodicesimo posto con 100 punti. In questa stagione è costretto a saltare il Gran Premio della Comunità Valenciana a causa di un trauma toracico rimediato nelle prove libere del GP. Nel 2022 inizia la stagione, sempre con il team ufficiale Honda, con un podio nel GP inaugurale del Qatar. Totalizza cinquantasei punti classificandosi al sedicesimo posto.

#### 2023- Tech3 e collaudatore KTM
Il 2023, che vede il suo passaggio alla KTM, inizia con un grave incidente nelle seconde prove del gran premio portoghese che provoca la frattura di 8 ossa e vari problemi ai nervi. Quest'incidente condiziona la stagione: torna a correre solo nel gran premio di Silverstone, ad agosto dopo 6 mesi di stop, chiude il campionato al ventitreesimo posto con quindici punti.
Nel 2024 passa al ruolo di collaudatore, sempre per KTM Factory Racing. Fa la sua prima apparizione da wildcard per il GP d'Italia dove non riesce a cogliere punti ma, nella giornata di venerdì, eguaglia il  record di velocità massima in MotoGP appartenente a Brad Binder con 366,1 km/h. Torna nuovamente in pista per il GP d'Austria dove arriva nono nella gara Sprint, ottenendo il suo primo punto stagionale, ripetendosi anche la domenica, dove chiude la gara in undicesima posizione, portando a casa altri cinque punti. Partecipa anche al Gran Premio di Misano, dove ottiene altri punti e chiude la stagione al ventitreesimo posto.

## Risultati nel motomondiale
| 2006 | Classe | Moto            |  |  |  |  |  |  |    |  |  |  |    |     |    |    |    |    |   |  |  |  |  |  | Punti | Pos. |
| ---- | ------ | --------------- |  |  |  |  |  |  | -- |  |  |  | -- | --- | -- | -- | -- | -- | - |  |  |  |  |  | ----- | ---- |
| 2006 | 125    | Derbi e Aprilia |  |  |  |  |  |  | 13 |  |  |  | NE | Rit | 14 | 16 | 19 | 12 | 6 |  |  |  |  |  | 19    | 20º  |

| 2007 | Classe | Moto    |   |   |    |   |    |   |   |     |    |     |    |   |   |   |     |    |     |    |  |  |  |  | Punti | Pos. |
| ---- | ------ | ------- | - | - | -- | - | -- | - | - | --- | -- | --- | -- | - | - | - | --- | -- | --- | -- |  |  |  |  | ----- | ---- |
| 2007 | 125    | Aprilia | 7 | 4 | 11 | 9 | 11 | 9 | 5 | Rit | 11 | Rit | NE | 6 | 5 | 3 | Rit | 11 | Rit | 10 |  |  |  |  | 110   | 9º   |

| 2008 | Classe | Moto  |   |    |    |   |   |   |   |    |  |    |    |   |     |   |     |   |   |    |  |  |  |  | Punti | Pos. |
| ---- | ------ | ----- | - | -- | -- | - | - | - | - | -- |  | -- | -- | - | --- | - | --- | - | - | -- |  |  |  |  | ----- | ---- |
| 2008 | 125    | Derbi | 8 | 14 | 13 | 4 | 4 | 3 | 2 | NP |  | 17 | NE | 8 | Rit | 2 | Rit | 5 | 6 | NP |  |  |  |  | 124   | 9º   |

| 2009 | Classe | Moto  |   |   |   |     |   |     |   |    |   |    |   |   |     |   |   |   |   |  |  |  |  |  | Punti | Pos. |
| ---- | ------ | ----- | - | - | - | --- | - | --- | - | -- | - | -- | - | - | --- | - | - | - | - |  |  |  |  |  | ----- | ---- |
| 2009 | 125    | Derbi | 4 | 3 | 7 | Rit | 4 | Rit | 9 | NE | 5 | 10 | 5 | 1 | Rit | 1 | 4 | 3 | 3 |  |  |  |  |  | 174,5 | 4º   |

| 2010 | Classe | Moto  |   |   |   |   |   |   |   |     |    |   |   |   |   |   |   |   |    |   |  |  |  |  | Punti | Pos. |
| ---- | ------ | ----- | - | - | - | - | - | - | - | --- | -- | - | - | - | - | - | - | - | -- | - |  |  |  |  | ----- | ---- |
| 2010 | 125    | Derbi | 4 | 1 | 1 | 3 | 2 | 3 | 3 | Rit | NE | 2 | 3 | 6 | 1 | 4 | 2 | 2 | 10 | 2 |  |  |  |  | 281   | 3º   |

| 2011 | Classe | Moto |    |    |   |    |    |     |     |    |    |    |    |   |   |    |    |   |   |    |  |  |  |  | Punti | Pos. |
| ---- | ------ | ---- | -- | -- | - | -- | -- | --- | --- | -- | -- | -- | -- | - | - | -- | -- | - | - | -- |  |  |  |  | ----- | ---- |
| 2011 | Moto2  | FTR  | 22 | 20 | 6 | 13 | 16 | Rit | Rit | 28 | 13 | NE | 16 | 2 | 9 | 14 | 15 | 5 | 3 | 14 |  |  |  |  | 75    | 13º  |

| 2012 | Classe | Moto  |   |   |   |   |     |   |     |   |   |    |   |   |   |   |   |    |   |   |  |  |  |  | Punti | Pos. |
| ---- | ------ | ----- | - | - | - | - | --- | - | --- | - | - | -- | - | - | - | - | - | -- | - | - |  |  |  |  | ----- | ---- |
| 2012 | Moto2  | Kalex | 3 | 1 | 2 | 6 | Rit | 1 | Rit | 4 | 2 | NE | 2 | 3 | 2 | 1 | 2 | 10 | 1 | 8 |  |  |  |  | 269   | 2º   |

| 2013 | Classe | Moto  |   |     |   |    |   |   |   |   |    |   |   |   |   |   |   |   |   |    |  |  |  |  | Punti | Pos. |
| ---- | ------ | ----- | - | --- | - | -- | - | - | - | - | -- | - | - | - | - | - | - | - | - | -- |  |  |  |  | ----- | ---- |
| 2013 | Moto2  | Kalex | 1 | Rit | 3 | 19 | 4 | 1 | 1 | 3 | NE | 4 | 4 | 8 | 1 | 3 | 2 | 1 | 1 | 29 |  |  |  |  | 265   | 1º   |

| 2014 | Classe | Moto   |     |   |   |   |   |   |   |     |   |   |     |   |   |   |   |     |   |   |  |  |  |  | Punti | Pos. |
| ---- | ------ | ------ | --- | - | - | - | - | - | - | --- | - | - | --- | - | - | - | - | --- | - | - |  |  |  |  | ----- | ---- |
| 2014 | MotoGP | Yamaha | Rit | 6 | 8 | 9 | 4 | 5 | 7 | Rit | 7 | 5 | Rit | 6 | 6 | 6 | 8 | Rit | 6 | 6 |  |  |  |  | 136   | 6º   |

| 2015 | Classe | Moto   |   |     |   |   |   |   |     |   |   |   |   |     |     |   |     |   |   |   |  |  |  |  | Punti | Pos. |
| ---- | ------ | ------ | - | --- | - | - | - | - | --- | - | - | - | - | --- | --- | - | --- | - | - | - |  |  |  |  | ----- | ---- |
| 2015 | MotoGP | Yamaha | 9 | Rit | 8 | 5 | 7 | 6 | Rit | 5 | 8 | 7 | 8 | Rit | Rit | 9 | Rit | 8 | 9 | 5 |  |  |  |  | 114   | 9º   |

| 2016 | Classe | Moto   |   |   |   |   |   |    |   |   |     |    |    |    |   |   |   |   |   |   |  |  |  |  | Punti | Pos. |
| ---- | ------ | ------ | - | - | - | - | - | -- | - | - | --- | -- | -- | -- | - | - | - | - | - | - |  |  |  |  | ----- | ---- |
| 2016 | MotoGP | Yamaha | 7 | 6 | 7 | 8 | 5 | 15 | 5 | 4 | Rit | 10 | 13 | NP | 9 | 8 | 6 | 5 | 9 | 6 |  |  |  |  | 134   | 8º   |

| 2017 | Classe | Moto |    |    |     |     |    |     |    |    |    |   |     |    |    |    |    |   |    |     |  |  |  |  | Punti | Pos. |
| ---- | ------ | ---- | -- | -- | --- | --- | -- | --- | -- | -- | -- | - | --- | -- | -- | -- | -- | - | -- | --- |  |  |  |  | ----- | ---- |
| 2017 | MotoGP | KTM  | 16 | 14 | Rit | Rit | 12 | Rit | 18 | 11 | 13 | 9 | Rit | 11 | 11 | 10 | 11 | 9 | 10 | Rit |  |  |  |  | 55    | 17º  |

| 2018 | Classe | Moto |     |    |    |    |    |    |    |    |     |    |     |     |     |    |    |    |     |     |   |  |  |  | Punti | Pos. |
| ---- | ------ | ---- | --- | -- | -- | -- | -- | -- | -- | -- | --- | -- | --- | --- | --- | -- | -- | -- | --- | --- | - |  |  |  | ----- | ---- |
| 2018 | MotoGP | KTM  | Rit | 11 | 13 | 11 | 11 | 11 | 11 | 12 | Rit | NP | Inf | Inf | Rit | NP | 21 | 13 | Rit | Rit | 3 |  |  |  | 51    | 14º  |

| 2019 | Classe | Moto |    |    |   |    |   |   |   |    |    |    |     |   |   |    |    |    |    |    |    |  |  |  | Punti | Pos. |
| ---- | ------ | ---- | -- | -- | - | -- | - | - | - | -- | -- | -- | --- | - | - | -- | -- | -- | -- | -- | -- |  |  |  | ----- | ---- |
| 2019 | MotoGP | KTM  | 12 | 10 | 8 | 13 | 6 | 9 | 7 | 11 | 12 | 11 | Rit | 9 | 7 | NP | 13 | 11 | 12 | 11 | 10 |  |  |  | 100   | 11º  |

| 2020 | Classe | Moto |    |   |   |     |     |   |    |   |     |   |    |   |   |   |   |  |  |  |  |  |  |  | Punti | Pos. |
| ---- | ------ | ---- | -- | - | - | --- | --- | - | -- | - | --- | - | -- | - | - | - | - |  |  |  |  |  |  |  | ----- | ---- |
| 2020 | MotoGP | KTM  | NE | 6 | 7 | Rit | Rit | 3 | 10 | 3 | Rit | 3 | 12 | 4 | 3 | 3 | 4 |  |  |  |  |  |  |  | 135   | 5º   |

| 2021 | Classe | Moto  |   |    |     |    |   |    |     |    |    |    |    |   |    |   |    |   |   |    |  |  |  |  | Punti | Pos. |
| ---- | ------ | ----- | - | -- | --- | -- | - | -- | --- | -- | -- | -- | -- | - | -- | - | -- | - | - | -- |  |  |  |  | ----- | ---- |
| 2021 | MotoGP | Honda | 8 | 13 | Rit | 10 | 8 | 12 | Rit | 10 | 10 | 16 | 16 | 5 | 13 | 7 | 10 | 2 | 6 | NP |  |  |  |  | 100   | 12º  |

| 2022 | Classe | Moto  |   |    |     |    |   |    |    |     |    |     |    |    |    |     |    |    |    |    |    |     |  |  | Punti | Pos. |
| ---- | ------ | ----- | - | -- | --- | -- | - | -- | -- | --- | -- | --- | -- | -- | -- | --- | -- | -- | -- | -- | -- | --- |  |  | ----- | ---- |
| 2022 | MotoGP | Honda | 3 | 12 | Rit | 13 | 9 | 11 | 11 | Rit | 17 | Rit | NP | 14 | 16 | Rit | 15 | 12 | 14 | 11 | 14 | Rit |  |  | 56    | 16º  |

| 2023 | Classe | Moto |     |     |     |     |     |     |     |     |    |     |     |     |    |    |     |    |    |    |    |    |  |  | Punti | Pos. |
| ---- | ------ | ---- | --- | --- | --- | --- | --- | --- | --- | --- | -- | --- | --- | --- | -- | -- | --- | -- | -- | -- | -- | -- |  |  | ----- | ---- |
| 2023 | MotoGP | KTM  | Inf | Inf | Inf | Inf | Inf | Inf | Inf | Inf | 12 | 166 | Rit | Rit | 13 | 15 | Rit | 18 | 18 | 15 | 18 | 14 |  |  | 15    | 23º  |

| 2024 | Classe | Moto |  |  |  |  |  |  |    |  |  |  |     |  |    |  |  |  |  |  |  |  |  |  | Punti | Pos. |
| ---- | ------ | ---- |  |  |  |  |  |  | -- |  |  |  | --- |  | -- |  |  |  |  |  |  |  |  |  | ----- | ---- |
| 2024 | MotoGP | KTM  |  |  |  |  |  |  | 17 |  |  |  | 119 |  | 10 |  |  |  |  |  |  |  |  |  | 12    | 23º  |

| 2025 | Classe | Moto |  |  |  |  |  |  |  |  |  |  |  |   |  |  |  |  |  |  |  |  |  |  | Punti | Pos. |
| ---- | ------ | ---- |  |  |  |  |  |  |  |  |  |  |  | - |  |  |  |  |  |  |  |  |  |  | ----- | ---- |
| 2025 | MotoGP | KTM  |  |  |  |  |  |  |  |  |  |  |  | 9 |  |  |  |  |  |  |  |  |  |  | 8     |      |

| Legenda | 1º posto        | 2º posto            | 3º posto            | A punti      | Senza punti        | Grassetto – Pole position Corsivo – Giro più veloce |
| Legenda | Gara non valida | Non qual./Non part. | Ritirato/Non class. | Squalificato | '-' Dato non disp. | Grassetto – Pole position Corsivo – Giro più veloce |